# Camporgiano
Camporgiano è un comune italiano di 1 991 abitanti della provincia di Lucca in Garfagnana.
Camporgiano è sulla Via del Volto Santo.

## Geografia fisica
- Classificazione sismica: zona 2 (sismicità medio-alta), Ordinanza PCM 3274 del 20/03/2003
- Classificazione climatica: zona E, 2633 GR/G
- Diffusività atmosferica: bassa, Ibimet CNR 2002

## Storia

### Simboli
Lo stemma comunale si presenta d'azzurro, ad una torre d’oro, posta sopra un colle al naturale, cimata da una bandiera e sormontata da tre stelle (6) d'oro, male ordinate.
La torre dorata ricorda il possente torrione del castello, sede del giusdicente; la bandiera che sventola sulla torre richiama la funzione di governo esercitata da Camporgiano sulla Garfagnana all'epoca in cui fu vicaria.
Il gonfalone attualmente in uso è un drappo rettangolare partito bianco e di azzurro, anche se in precedenza era stato adottato un drappo di azzurro.

## Monumenti e luoghi d'interesse
- Chiesa di San Iacopo
- Chiesa di Santa Maria Assunta a Puglianella
- Chiesa di Santa Maria Assunta a Vitoio
- Chiesa di San Biagio a Poggio
- Rocca estense di Camporgiano

## Società

### Evoluzione demografica
Abitanti censiti

### Etnie e minoranze straniere
Secondo i dati ISTAT al 31 dicembre 2010 la popolazione straniera residente era di 107 persone.
Le nazionalità maggiormente rappresentate in base alla loro percentuale sul totale della popolazione residente erano:
- Romania 45 1,94%
- Regno Unito 30 1,30%

## Infrastrutture e trasporti
Camporgiano è attraversata della strada regionale 445 della Garfagnana, sulla quale sono svolte autocorse in servizio pubblico a cura di CTT Nord.
È inoltre presente una fermata ferroviaria, servita dalle corse di Trenitalia che percorrono la ferrovia Lucca-Aulla nell'ambito del contratto di servizio con la Regione Toscana.

## Amministrazione
Di seguito è presentata una tabella relativa alle amministrazioni che si sono succedute in questo comune.
| Periodo        | Periodo        | Primo cittadino              | Partito                              | Carica  | Note  |
| -------------- | -------------- | ---------------------------- | ------------------------------------ | ------- | ----- |
| 1970           | 1975           | Paolo Tonini                 | Democrazia Cristiana                 | Sindaco |       |
| 1975           | 1980           | Gabriello Angelini           | Democrazia Cristiana                 | Sindaco |       |
| 1980           | 1985           | Gabriello Angelini           | Democrazia Cristiana                 | Sindaco |       |
| 9 luglio 1985  | 23 giugno 1990 | Gabriello Angelini           | Democrazia Cristiana                 | Sindaco | [ 8 ] |
| 11 luglio 1990 | 24 aprile 1995 | Gabriello Angelini           | Democrazia Cristiana                 | Sindaco | [ 8 ] |
| 24 aprile 1995 | 14 giugno 1999 | Gabriello Angelini           | -                                    | Sindaco | [ 8 ] |
| 14 giugno 1999 | 14 giugno 2004 | Marco Comparini              | centro-sinistra                      | Sindaco | [ 8 ] |
| 14 giugno 2004 | 8 giugno 2009  | Marco Comparini              | lista civica                         | Sindaco | [ 8 ] |
| 8 giugno 2009  | 26 maggio 2014 | Francesco Pifferi Guasparini | lista civica Insieme per Camporgiano | Sindaco | [ 8 ] |
| 26 maggio 2014 | 27 maggio 2019 | Francesco Pifferi Guasparini | lista civica Insieme per Camporgiano | Sindaco | [ 8 ] |
| 27 maggio 2019 | in carica      | Francesco Pifferi Guasparini | lista civica Insieme per Camporgiano | Sindaco | [ 8 ] |

## Galleria d'immagini

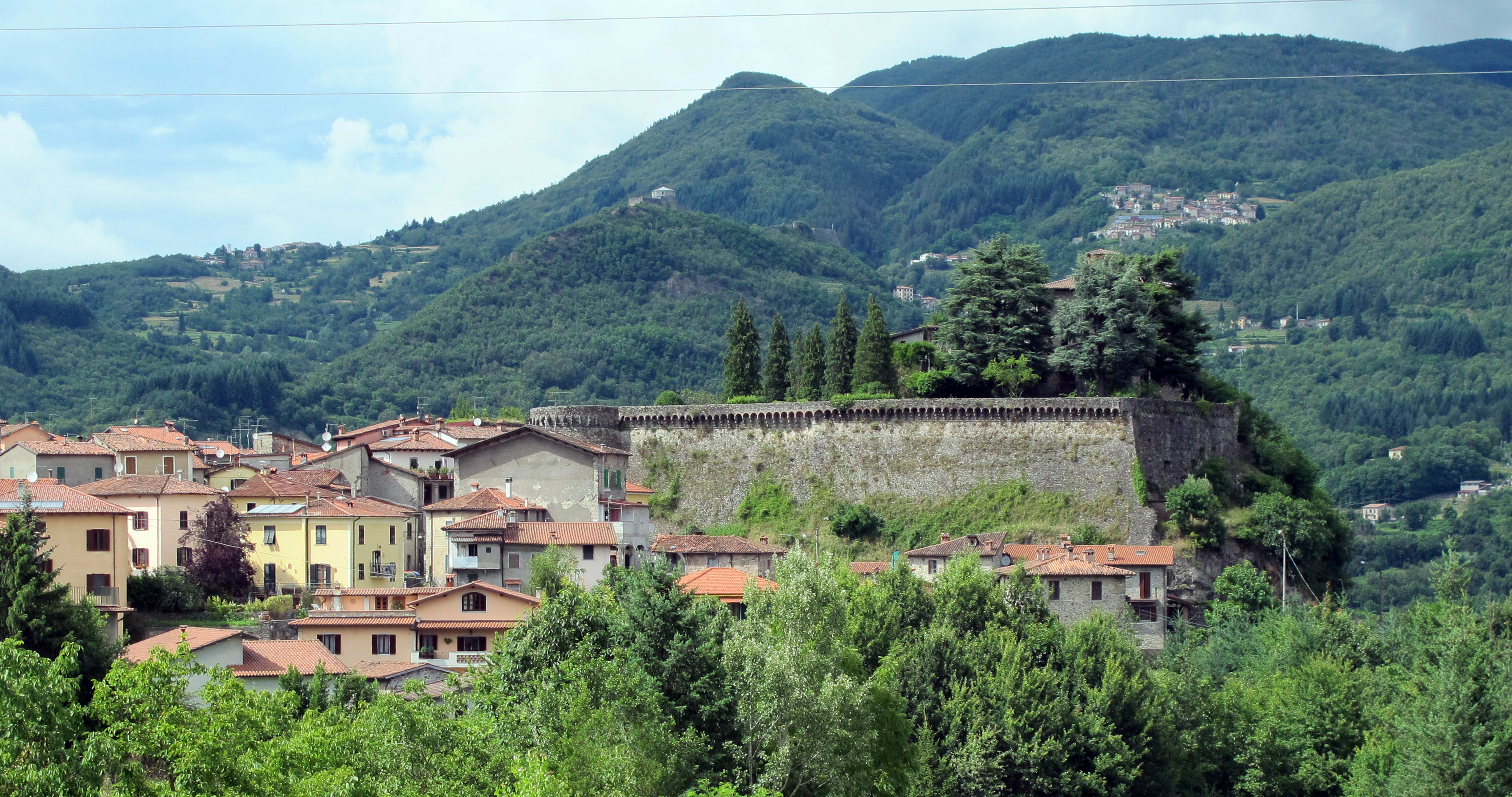
La fortezza
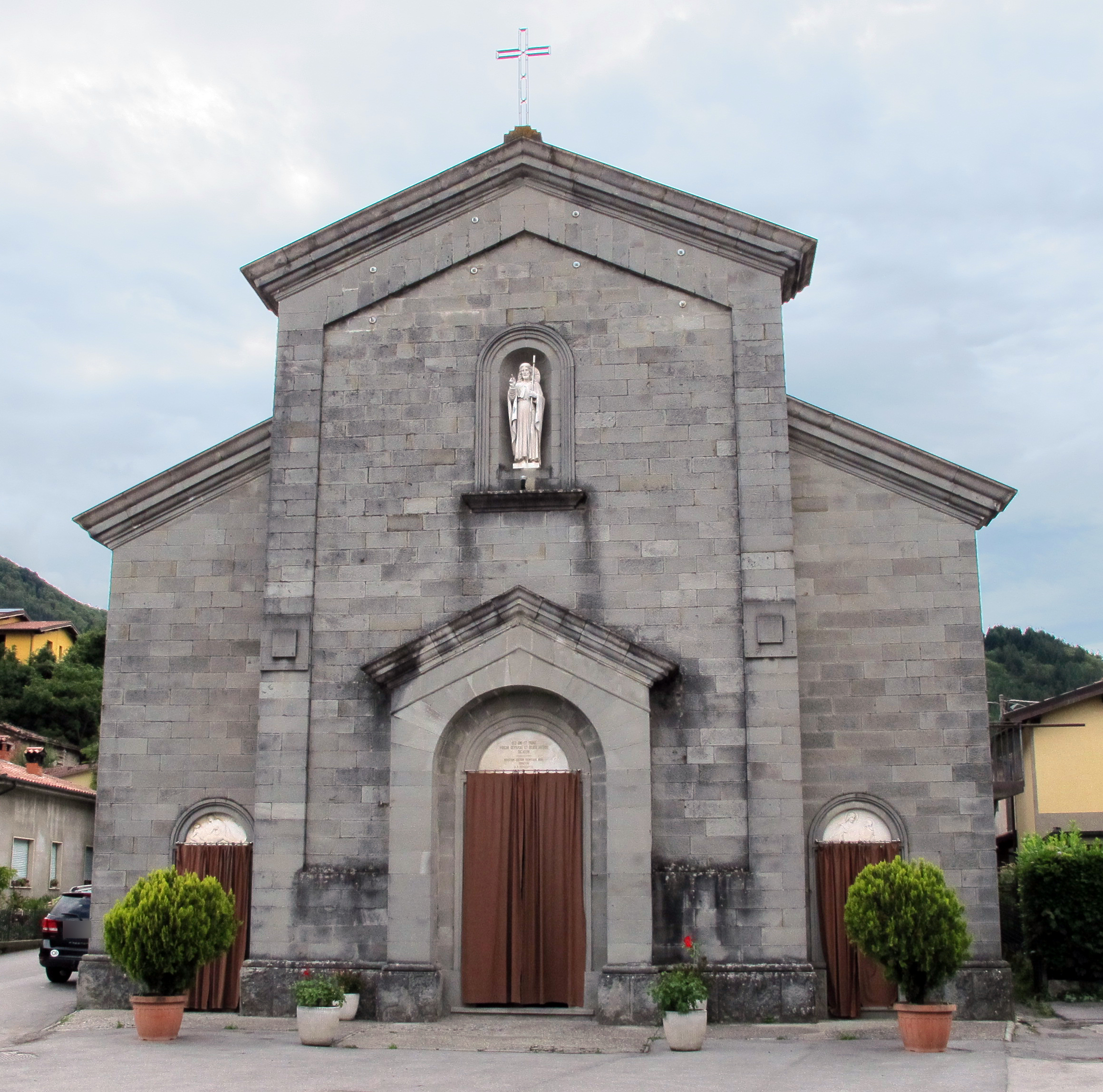
San Jacopo